# Années 1180
Les années 1180 couvrent la période de 1180 à 1189.

## Évènements
- Vers 1180 :
  - un chef sarakolé du clan de Kanté, Diara Kante, renverse la dynastie des Diarisso au royaume de Sosso[1],[2].
  - Eweka devient le premier oba du Bénin (fin en 1246)[3].
  - selon le Tarikh al-Sudan, Koi Konboro, souverain de Djenné-Djeno en Afrique occidentale, se convertit à l’islam. Ses sujets se séparent eux-mêmes de la vieille religion animiste en quittant la ville pour aller fonder, au Nord, la nouvelle cité islamique de Djenné[4].
- 1180-1185 : guerre de Genpei au Japon. Début de la période Kamakura (1185-1333)[5].
- 1180-1206 : poursuite de la conquête de l'Inde du Nord par les Ghorides. Mahmud de Ghor s'empare de Peshawar  (1181), de  Debal (1182), du Pendjab et de Lahore (1186), possessions des Ghaznévides[6].
- 1181-1200 : règne de Jayavarman VII. L'empire khmer atteint son apogée au Cambodge[7].
- 1184-1205 : expéditions des Beni Ghania, almoravides repliés à Majorque, contre les Almohades au Maghreb oriental. Ils contrôlent Bougie et Tunis[8].
- 1184-1199 : sous le règne de Yaqub al-Mansur les tribus arabes Riyah, Jochem, Athbej, Sofyan, Khlot, Atrej et Zoghba sont autorisées à s'installer dans les riches plaines atlantiques du Maroc.  Les Berbères (Doukkala, Regraga, Dghough, Maguer, Mouctaraia, Barghwata et Hazmir Benhima) sont assimilés où refoulés vers l’Atlas[9].

L'Europe en 1190.

- 1185 : la dynastie des Anges renverse celle des Comnène dans l'Empire byzantin, en proie aux révoltes des Serbes et des Hongrois (1181-1183), des Bulgares et des Valaques (1185-1187), aux attaques des Normands de Sicile (1185) et à la perte de Chypre lors de la troisième croisade (1189-1190)[10].
- 1186 : révolte des Bulgares contre l'Empire byzantin[11].
- 1187-1189 : troubles en Galicie à la mort de Iaroslav Osmomysl[12].
- 1187-1188 : guerre entre Philippe Auguste et Henri II d'Angleterre[11].
- 1187 : après sa victoire à Hattin, Saladin assiège et prend Jérusalem et reconquiert les États latins d'Orient ; seules résistent Tyr, Tripoli et Antioche[13].
- 1188 : prêche de la troisième croisade[14].
- 1189-1192 : troisième croisade, ordonnée par le pape Grégoire VIII, organisée par Frédéric Barberousse, Richard Cœur de Lion et Philippe Auguste[13].

- Les Habsbourg fondent à la fin du siècle le couvent féminin d’Hermetschwil, près de l’abbaye de Muri[15].

## Personnages significatifs

### Culture et religion
Averroès – Moïse Maïmonide - Henri de Marcy - Pierre Valdo

### Politique
Andronic Ier Comnène – Béla III de Hongrie – Baudouin IV de Jérusalem – Conrad de Montferrat – Constance de Bretagne – Constance de Hauteville – Frédéric Barberousse – Guillaume II de Sicile – Guy de Lusignan – Henri II d'Angleterre – Henri le Lion – Jean de Courcy (lord d'Ulster) – Muhammad Ghûrî – Philippe II de France – Renaud de Châtillon – Saladin – Sverre de Norvège – Tamar de Géorgie – Vsevolod III Vladimirski